# Diplopterys cururuensis
Diplopterys cururuensis är en tvåhjärtbladig växtart som beskrevs av B. Gates. Diplopterys cururuensis ingår i släktet Diplopterys och familjen Malpighiaceae. Inga underarter finns listade i Catalogue of Life.